# Осіна (Лодзинське воєводство)
Осіна (пол. Osina) — село в Польщі, у гміні Клюки Белхатовського повіту Лодзинського воєводства.
Населення — 267 осіб (2011).
У 1975-1998 роках село належало до Пйотрковського воєводства.

## Демографія
Демографічна структура станом на 31 березня 2011 року:
|          | Загалом | Допрацездатний вік | Працездатний вік | Постпрацездатний вік |
| -------- | ------- | ------------------ | ---------------- | -------------------- |
| Чоловіки | 122     | 20                 | 81               | 21                   |
| Жінки    | 145     | 21                 | 77               | 47                   |
| Разом    | 267     | 41                 | 158              | 68                   |